# Renouveau démocratique de Macédoine
Pour les articles homonymes, voir Renouveau démocratique.
Le Renouveau démocratique de Macédoine (en macédonien Демократска обнова на Македонија, romanisé Demokratska obnova na Makedonija) est un parti politique macédonien de centre-gauche de tendance sociale-démocrate, issu d'une scission de l'Union sociale-démocrate de Macédoine en 2004.
Lors des élections législatives macédoniennes de 2006, le Renouveau démocratique de Macédoine a obtenu 1,85 % des voix et un mandat de député. En 2008, il faisait partie de la coalition dirigée par le VMRO-DMPNE.